# Electronic Journal of Combinatorics
Pour les articles homonymes, voir EJC.
L'Electronic Journal of Combinatorics ou EJC  (ISSN 1077-8926) (Journal électronique de combinatoire) est une revue scientifique, basé sur l'évaluation par les pairs, spécialisé en mathématiques combinatoires. Les articles publiés dans la revue sont téléchargeables sans frais ni inscription préalable.
La revue a été fondée en 1994 par Herbert Wilf de l'université de Pennsylvanie
et Neil Calkin du Georgia Institute of Technology. L'idée d'un journal scientifique hébergé sur le Web leur est venu lors de l'apparition du navigateur Mosaic, quelques mois auparavant.
Le journal est historiquement l'un des premiers journaux scientifiques à ne pas exiger des auteurs le transfert du copyright. À la place, les auteurs accordent au journal une licence irrévocable de publication, et consentent à mentionner le journal dans toute publication ultérieure de l'article. Cet usage a depuis été adopté par d'autres revues,.

## Rédacteurs en chef
L'un des rédacteurs en chef est, à tour de rôle, responsable de l'équipe de rédaction. En 2019, Richard A. Brualdi fait office de responsable.
- Herbert Wilf (1994–2001)
- Brendan McKay (1996–présent)
- Fan Chung Graham (2000–2002)
- Richard A. Brualdi (2001–présent)
- Peter Cameron (2001–2003)
- Carsten Thomassen (2002–2013)
- Richard Ehrenborg (en) (2003–2004)
- Chris Godsil (en) (2004–2008)
- Bruce Sagan (2006–présent)
- E. Rodney Canfield (2006–2021)
- Qing Xiang (2006–présent)
- Michael Krivelevich (en) (2007–présent)
- Willem Haemers (2008–2013)
- Miklós Bóna (en) (2010–présent)
- Catherine Yan (2010–2013)
- Éric Fusy
- Marc Noy (ca)
- Catherine Greenhill
- Ian Wanless
- Gordon Royle
- Zdeněk Dvořák
- David Conlon